# Cray, Inc.

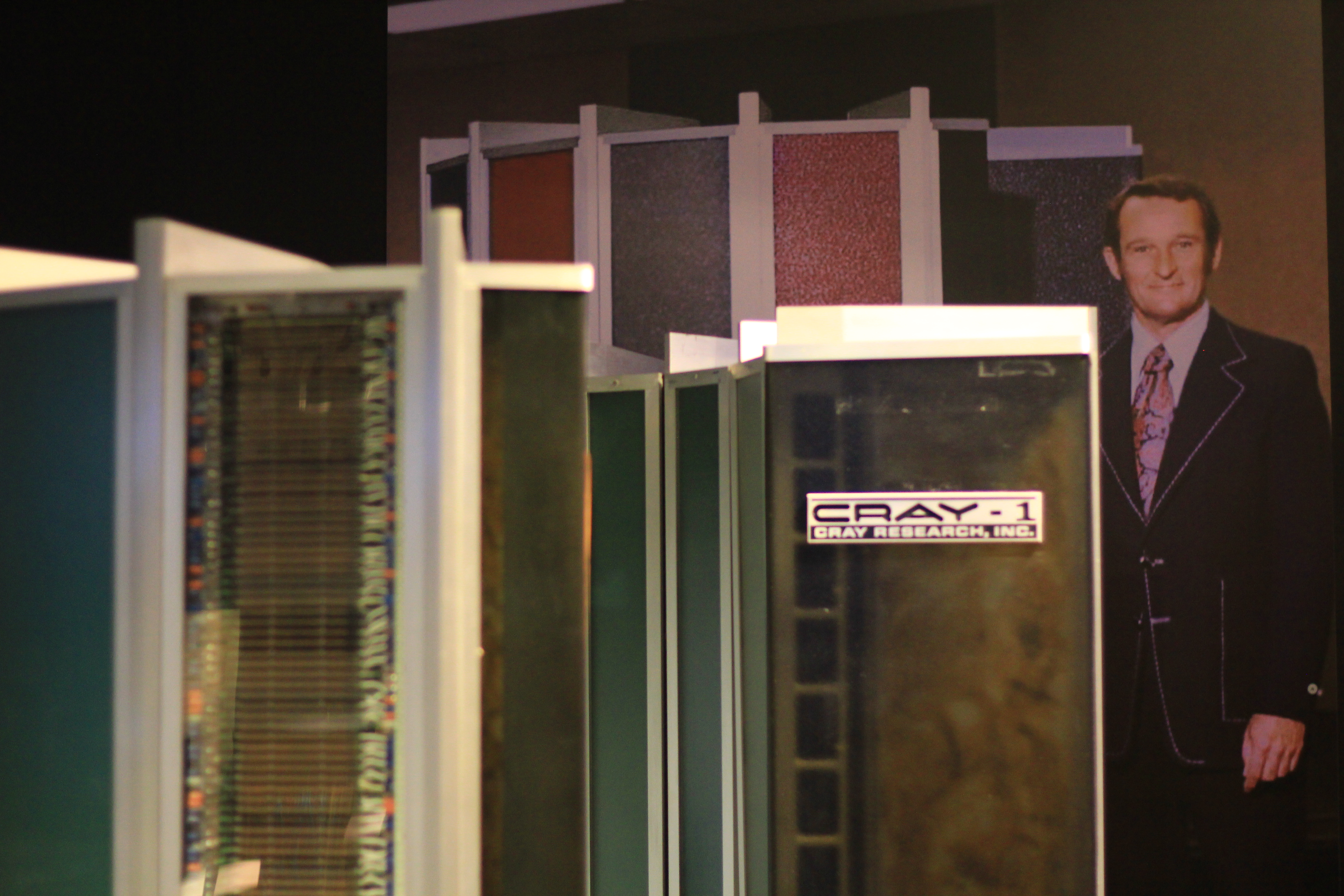
Seymour Cray vid en Cray-1.

Cray, Inc är ett företag som tillverkar superdatorer som är beläget i Seattle. Grundat 1972 av Seymour Cray som Cray Research, Inc. Företaget lanserade 1976 superdatorn Cray-1.